# Rhipidocephala insonspicua
Rhipidocephala insonspicua là một loài ruồi trong họ Asilidae. Rhipidocephala insonspicua được Oldroyd miêu tả năm 1966. Loài này phân bố ở vùng nhiệt đới châu Phi.